# A Sammy in Siberia
A Sammy in Siberia er en amerikansk stumfilm fra 1919.

## Medvirkende
- Harold Lloyd som Sammy
- Snub Pollard
- Bebe Daniels som Oldga
- Sammy Brooks
- Lige Conley